# Isochromodes propinqua
Isochromodes propinqua là một loài bướm đêm trong họ Geometridae.